# Landford
Landford è un villaggio e una parrocchia civile che si trova a circa 16 km a sud-est di Salisbury, nella contea del Wiltshire nel Sud Ovest dell'Inghilterra, Regno Unito. 

## Geografia fisica

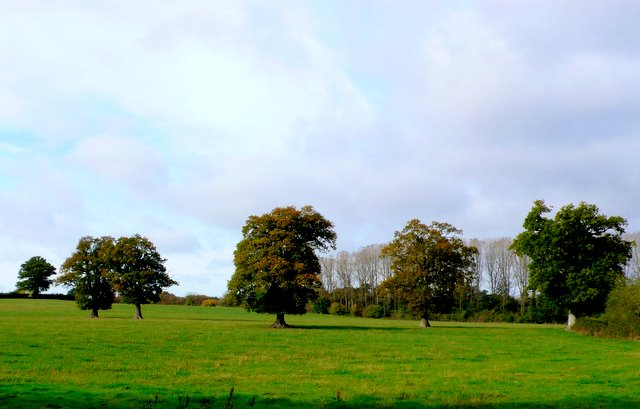
Campagna vicino a Landford

### Territorio
Il territorio della parrocchia civile di Landford occupa una superficie di 12.52 km² con un livello medio sul mare di circa 40 metri. A sud e a est del territorio si trovano la contea dell'Hampshire e il parco nazionale della New Forest ed è attraversato la parrocchia da ovest a est dal fiume Blackwater che forma nella sua valle depositi di terrazzi fluviali. A nord del fiume si trovano London Clay e London Clay e Bracklesham Sands a sud. Un sentiero preistorico, la Cloven Way, da Totton on Southampton Water a Grim's Ditch, a ovest di Downton, attraversa l'angolo sud-ovest.

## Storia
Vi sono evidenze di presenze in epoca mesolitica poiché sono stati rinvenuti reperti del periodo in un campo tra Broom Park Wood e Sharp Hearn Wood. A giudicare dalla quantità rinvenuta e dalla presenza di pietre da cucina, questo potrebbe essere stato il sito di una fabbrica di selce semipermanente. Due tipiche asce senza anello, risalenti all'età del bronzo antico, medio e tardo, sono state rinvenute di fronte allo Shoe Inn e a Landford Common, a Plaitford. A Earldoms si trova un accampamento dell'età del ferro in un terreno boschivo e uno scavo del 1929 ha rinvenuto 18 urne funerarie della tarda età del ferro in un piccolo tumulo circolare. C'erano insediamenti in altre parrocchie vicine e la deduzione quindi è che vi fosse attività preistorica anche se con pochi insediamenti permanenti. Appare molto probabile che i romani e i bretoni fossero presenti e attivi Landford e si sono trovate ville romane a East Grimstead e West Dean, vi sono tracce di un consistente insediamento romano a Downton e probabilmente un insediamento della fine del IV secolo a Whiteparish. Probabilmente nella parrocchia si lavorava il ferro e a Fritham si produceva ceramica. I Sassoni conquistarono questa parte del Wiltshire all'inizio del VI secolo ma non si sa quando avvenne il loro insediamento.
Tra il X e l'XI secolo qui esisteva una piccola comunità e sul fiume Blackwater era attivo un mulino. Il Domesday Book del 1086 ci dà un'idea dell'insediamento al tempo, con abbastanza terra arabile per mantenere vari gruppi. La popolazione probabilmente era compresa tra le 20 e le 30 persone, quindi si trattava di una comunità piuttosto piccola. Il pascolo era abbastanza esteso mentre il bosco occupava molta superficie. La vasta area boschiva, che era considerata la Foresta Reale non è inclusa nelle stime. La tenuta era di proprietà di Ottone e, poiché suo padre la possedeva prima della conquista normanna, è probabile che fosse sassone, probabilmente impiegato come guardia forestale del Re. Si ritiene che vi sorgesse una chiesa nell'XI secolo e sembra probabile che la casa principale del luogo di culto fosse nelle vicinanze, come lo è il maniero di Landford. Formato solo da sei altre famiglie è probabile che l'insediamento sia sempre stato sparso per tutta la parrocchia e potrebbe non esserci stato un nucleato intorno alla chiesa.
Il bosco di Landford rimase parte della Foresta Reale di Melchet fino alla fine del XVI secolo. Il disboscamento per la creazione di terreni coltivabili ebbe luogo a partire dal 1270 e vennero pagate le relative multe per tali interventi. Dall'inizio del XIV secolo, William de Lye regnò sul maniero di Landford e la famiglia Lye, o Legh, vi rimase fino all'inizio del XVI secolo. Durante questo periodo la popolazione rimase esigua. Nel 1334, la parrocchia pagava una tassa totale esigua mentre l'insediamento medievale di Cowesfield, nella vicina Whiteparish, ne pagava una superiore. È difficile stimare la popolazione in base alla tassa pro capite, poiché si verificavano evasioni di pagamento e il numero di bambini di età pari o inferiore a 14 anni è sconosciuto, ma il confronto indicherebbe che l'intera parrocchia di Landford fosse più piccola dell'insediamento di Cowesfield nella Whiteparish. È molto probabile che a quel tempo a Landford ci fossero meno di 20 famiglie. Con i diritti di proprietà comune nella foresta per gli agricoltori e i piccoli proprietari terrieri ci sarebbe stato un problema con gli animali randagi e fu quindi costruita una recinzione per proteggersi da questi animali. Il nome Pound Hill indica dove si trovava questo sito nei secoli successivi e potrebbe essere stato indicato in tal modo fino dal Medioevo. Nel 1540 il maniero passò alla famiglia Dauntsey e ai suoi discendenti. Sir John Dauntsey ricostruì Landford Manor House intorno al 1600. Dal 1577 i mezzadri avevano ceduto i diritti di pascolo comune nella foresta, in uno dei primi passi compiuti dal proprietario terriero per iniziare la recinzione della foresta. Questo iniziò nel 1610, quando la parrocchia può essere considerata non più parte della foresta reale. Tra il 1627 e il 1628 il maniero fu ceduto a Giles Eyre di Brickworth a Whiteparish e la famiglia Eyre e i suoi discendenti vi risiedettero. Nel 1656 fu costruita o ampliata la Wickets Green Farm. A Landford non sembra esserci mai stato un luogo di ritrovo pubblico ma probabilmente ci fu una birreria. È molto probabile che questa fosse abusiva.
La mappa del Wiltshire di Andrews e Dury del 1773 mostra che nella parrocchia l'insediamento era molto sparso. Non ci sono insediamenti a Landford Common e pochissimi a North Common. Il mulino di Landford è ancora in funzione sul fiume Blackwater e nel 1776 Landford Lodge, precedentemente chiamata Breach House, fu ricostruita per Sir William Heathcote di Hursley, che fece demolire gran parte della casa precedente. Nel 1801 il primo censimento nazionale fornisce una stima accurata della popolazione di Landford. C'erano 186 persone, 97 uomini e 89 donne, con 37 famiglie che vivevano in 32 nuclei familiari. Quasi tutti erano impiegati in agricoltura, 148 persone, con solo 13 impiegati nel commercio, nell'industria o nell'artigianato. Poiché solo 25 persone non erano impiegate in queste due categorie, sembrerebbe che l'enumeratore del censimento avesse incluso l'intera famiglia tra le occupazioni del capofamiglia. Il quadro cambia nel censimento del 1841, che pose domande più dettagliate. La popolazione era salita a 255, 123 uomini e 132 donne e di queste 65 avevano meno di 12 anni. Un totale di 51 persone erano impiegate in agricoltura e di queste nove erano agricoltori. È probabile che il numero totale fosse molto più alto, poiché i figli e gli adolescenti degli agricoltori non risultano occupati e avrebbero lavorato in una fattoria. Altre occupazioni rilevate furono quelle di servi, fabbricanti di scope, negozianti, idraulici, sarte, produttore di formaggi e stalliere. C'erano il vicario, il chirurgo e un marinaio, mentre due uomini erano nell'esercito. Quattordici persone hanno dichiarato di essere indipendenti. Certamente l'agricoltura era il lavoro principale e la maggior parte degli uomini dai 12 anni in su era impiegata, mentre molte donne svolgevano lavori stagionali come la raccolta di frutta e verdura.
A Landford si produceva molto sidro, forse perché non c'erano pub, e il torchio da sidro su un carro trainato da cavalli visitava sia le fattorie sia i cottage per spremere le mele. Continuò il suo giro fino al 1925 circa quando per il trasporto fu sostituito da un camion. All'inizio del XX secolo il torchio era gestito da Oliver Kendall, che era anche carradore e fabbro. Il torchio è ancora utilizzato dal pronipote di Oliver. Nel 1842 fu costruita una nuova scuola in sostituzione della precedente scuola femminile che esisteva almeno dal 1818. Il sito per la scuola fu donato da Lady Nelson, la cui famiglia era molto coinvolta e influente nella parrocchia durante il XIX secolo. Alcuni nuovi edifici furono costruiti nella prima metà del XIX secolo, tra cui la casa poi conosciuta come Northlands, e nata come Holly Hill, su Wickets Green. Venne così chiamata perché un tempo era la zona dove gli abitanti del villaggio giocavano a cricket. Veniva anche organizzata una fiera annuale il giovedì dopo Pentecoste nel cortile di Manor Farm. L'evento era molto popolare e causava occasionali assenze da scuola perché i bambini non volevano perdersi il divertimento. Nel 1856 lo stato di degrado della chiesa locale destava preoccupazione. Sia i danni del tempo sia quelli causati dalle tempeste avevano danneggiato la struttura medievale e l'interno, malgrado le numerose mani di intonaco, era in pessime condizioni. La chiesa fu praticamente ricostruita e riconsacrata nel 1858. Landford Common fu recintato nel 1861, con la maggior parte del terreno assegnato a Lady Nelson, ma con un acro destinato a una cava di pietra e ghiaia e quattro acri per l'esercizio fisico e il tempo libero degli abitanti del villaggio. Il terreno a sud della pista, poi New Road, fu venduto a 15 sterline l'acro per essere edificato a partire dagli anni settanta del XIX secolo. Da allora in poi le case furono costruite attorno alle due strade che attraversavano il comune, dando vita a uno sviluppo a V a nastro su Broomhill e New Road. Nel 1871, dopo la ricostruzione della chiesa, lo stesso architetto, William Butterfield, e lo stesso costruttore, William Crook di Whiteparish, costruirono una nuova canonica. Nel 1880 c'era un ufficio postale presso la scuola. Newey, il preside, era anche il vicedirettore dell'ufficio postale. Le lettere arrivavano da Salisbury alle 7:45 e la posta partiva dal villaggio per Salisbury alle 17:15. Nel 1889 ci furono due consegne di posta da Salisbury, alle 7:45 e alle 15:45. L'ufficio postale si occupava anche di vaglia postali e gestiva una cassa di risparmio. Nel 1890 fu trasferito presso il panificio e negozio di alimentari di Reuben Moody e nel 1899 vi fu anche un ufficio telegrafico. Il trasporto per gli abitanti del villaggio era assicurato da un carro coperto trainato da cavalli che viaggiava fino a Romsey impiegando dalle due alle tre ore per tratta. La durata del viaggio era determinata dal numero di fermate per ritirare gli ordini all'andata e per consegnare le merci al ritorno. I passeggeri pagavano 3 pence.
I cambiamenti amministrativi nella zona comportarono il trasferimento di Plaitford dal Wiltshire all'Hampshire nel 1895, ma nel 1896 Whiteparish ricevette la contea da Whiteparish. Il moderno modello di insediamento su Landford Common, Landford Wood e Northlands si consolidò. Un nuovo panificio fu costruito nel 1912 e, in aggiunta, c'erano un droghiere, un negozio di paese, un negozio di scarpe con servizio di riparazioni, un muratore, un idraulico, un carradore e un'impresa di pompe funebri, un fabbro con garage, un pasticcere, un orto e un macchinista agricolo. Durante la prima guerra mondiale, il carro del corriere fu sostituito da un servizio di autobus locale per Salisbury, mentre nel 1921 la Wilts and Dorset Omnibus Co. gestiva servizi locali. Il Landford and Hamptworth Women's Institute fu fondato nel 1919 e negli anni venti del XX secolo la Landford and District Choral Society fu un elemento importante della vita del villaggio. Fondata da miss Olive Boult di Northlands, sorella del direttore d'orchestra Sir Adrian Boult, si esibì in numerosi concorsi. A volte era lo stesso Sir Adrian a dirigerle. Negli anni venti questa era ancora una parrocchia prevalentemente agricola e nel 1927 le colture principali erano grano, orzo e rape. Il canile del villaggio era ancora attivo, sebbene poco utilizzato. Un centralino telefonico fu aperto nel villaggio, ma dopo una lunga confusione con la città di Blandford, nel Dorset, il nome del centralino fu cambiato da Landford a Earldoms. La prima cabina telefonica apparve nel 1938. Il noto agricoltore locale, Albert Winter di Glebe Farm, morto nel 1939, aveva iniziato ad allevare la nuova razza di maiali Wessex Saddleback e la sua attività fu continuata da Lord Melchet e dal suo ufficiale giudiziario.
Durante la seconda guerra mondiale, la casa e i terreni di Landford Lodge furono occupati in successione dal Royal Tank Regiment, dal Corpo di Polizia Militare e dalle truppe americane. Scolari e madri evacuati da Portsmouth vi furono accolti. I bambini frequentavano la scuola del villaggio ed erano considerati piuttosto maleducati rispetto ai bambini di campagna. Fu formata un'unità della Guardia Nazionale con 80 uomini e a Hamptworth fu installato un faro antiaereo. Un campo di prigionieri di guerra locale anche per prigionieri italiani fornì lavoratori da impiegare nelle fattorie locali. Durante i bombardamenti di Southampton, alcuni abitanti si rifugiarono nel villaggio e si spostarono per lavoro. Molti rimasero dopo la guerra. I lavori di costruzione continuarono dopo la guerra e nel 1951 furono costruite case popolari a Brookside, vicino alla scuola, e Northlands fu convertita in appartamenti. Sempre nel 1951, il parco giochi del villaggio, ormai trascurato, fu restaurato, affittato al Landford and Hamptworth Sports Club, che se ne assunse la gestione. Venne utilizzato anche dalla Landford School per giochi e attività sportive e vi furono acquistate e installate attrezzature da gioco per bambini. L'aspetto di una parte del villaggio cambiò profondamente nel 1975, quando la strada statale A36, che collega Salisbury a Southampton, fu completamente ricostruita da Partridge Hill, ai confini dell'Hampshire, fino alle contee vicine.

## Monumenti e luoghi d'interesse

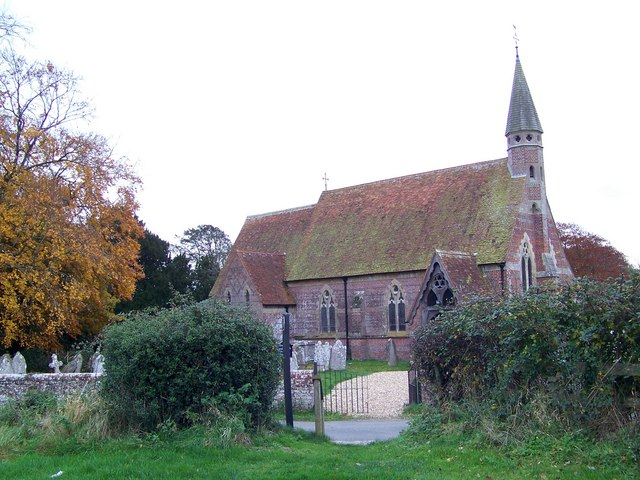
Chiesa di Sant'Andrea di Landford

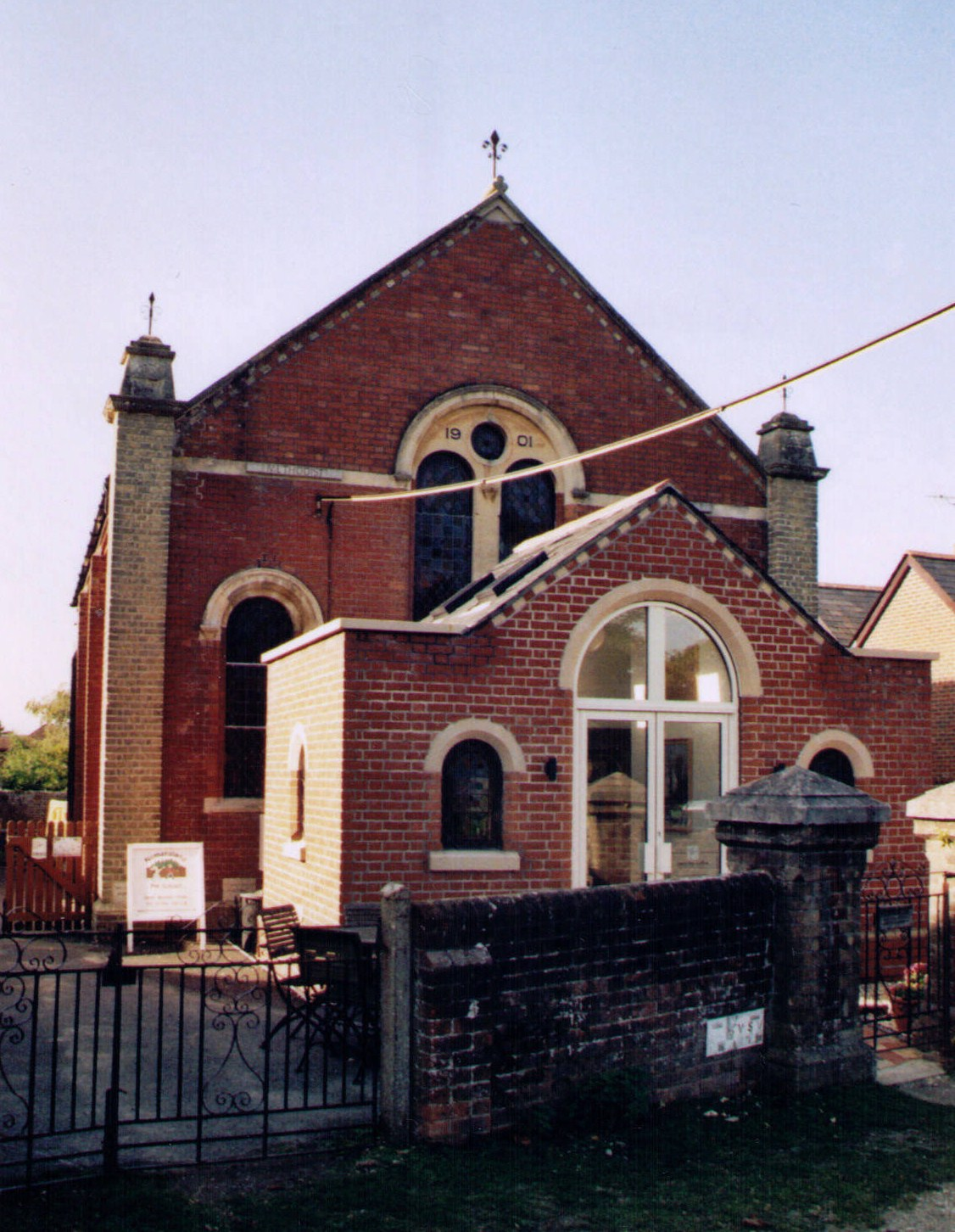
Chiesa metodista di Nomansland

Ci sono vari edifici storici e altri siti d'interesse nel territorio di Landford.
- Chiesa di Sant'Andrea (in inglese St Andrew's Church). Si tratta di una chiesa parrocchiale anglicana. Sul sito potrebbe esserci stata una chiesa sassone e sicuramente c'era una chiesa dall'XI secolo. Ciò che rimane della chiesa normanna è l'arco di un portale e altre sculture in pietra che sono state ripristinate. L'incisione risale al 1125 circa e raffigura due donne che reggono una croce, forse a rappresentare l'"Invenzione della Vera Croce". La chiesa normanna e medievale era costruita in pietra con una navata, un presbiterio, una cappella a nord, un portico a nord e, più tardi, una cappella funeraria per la famiglia Eyre a sud. C'era un piccolo campanile a vela a ovest. La chiesa si trovava vicino a Landford Manor e potrebbero esserci state piccole case vicino alla chiesa in epoca medievale ma non è chiaro se qui ci sia stato un insediamento nucleato all'epoca. L'11 gennaio 1689 un vento violento abbatté un grande olmo che cadde sulla navata e sul presbiterio, distruggendo gran parte del tetto. Il costo delle riparazioni fu importante. Un foro praticato nel muro nord, a est del portico, fu trasformato in una finestra e la chiesa fu riaperta l'8 giugno. Trovandosi vicina alla New Forest, Landford era frequentata dagli zingari, in particolare dalla famiglia Stanley, e una regina della tribù Stanley è sepolta nel cimitero. Mary Stanley morì nel 1797, all'età di 60 anni, e la sua lapide è ancora visibile. Il Kelly's Directory del Wiltshire del 1855 afferma che la chiesa di Sant'Andrea non presenta nulla di degno di nota e nel 1856 la chiesa era così fatiscente che l'assemblea della sagrestia decise che era irreparabile. Furono avviate delle sottoscrizioni per costruire una nuova chiesa sul sito, con la contessa Nelson che donò 1.000 sterline e il reverendo Henry Girdlestone che ne donò 100. L'architetto fu William Butterfield e il costruttore John Crook di Whiteparish. La chiesa fu quasi interamente ricostruita al costo di 1.490 sterline, utilizzando travi della chiesa precedente per le opere in legno del portico. La nuova chiesa aveva una navata, il presbiterio, il transetto sud, la sagrestia, una cappella sud contenente monumenti della vecchia chiesa, un portico e una torre campanaria con 3 campane. Fu consacrata il 7 ottobre 1858. Nel 1882 l'edificio fu ampliato rialzando il tetto della sagrestia e creando un transetto settentrionale, aggiungendo una nuova sagrestia a est. Nel 1927 la torretta ospitava 6 campane tubolari. I registri parrocchiali del 1671, oltre a quelli in uso, sono conservati presso il Wiltshire and Swindon History Centre di Chippenham. L'English Heritage ha inserito dal 23 marzo 1960 la chiesa di Sant'Andrea di Landford tra gli edifici storici come monumento classificato di seconda categoria col numero 1184023. La chiesa appartiene alla diocesi di Salisbury.[7][8][9][10]
- Chiesa metodista di Nomansland. Nel 1816 una casa di proprietà di Samuel Moody ottenne la licenza per il culto metodista. I Metodisti di Landford si trovarono bene perché nel 1825 fu costruita una cappella con il tetto di paglia e le mura di fango tra Latchmore Cottage e Latchmore Farm. Si tenevano anche incontri all'aperto sul lato opposto della strada. Fin dai primi giorni la scuola domenicale fu un elemento importante della cappella. La domenica del censimento del 1851 si tennero tre funzioni religiose nella cappella con una congregazione di oltre 80 persone. Gli edifici in fango durano solo per un certo numero di anni e nel 1866 la congregazione costruì una nuova cappella in muratura. Fu inaugurata il 16 ottobre. La cappella serviva sia Landford che Hamptworth ed era una parte importante della vita del villaggio, con gite della scuola domenicale, spuntini, tè e picnic, oltre a due funzioni religiose la domenica. L'Unione Metodista del 1932 non fu implementata nell'area di Salisbury fino al 1940, quando la cappella divenne la chiesa metodista di Landford. La cappella ottenne l'autorizzazione per la celebrazione di matrimoni nel 1935 e una scuola domenicale fu costruita sul retro dell'edificio nel 1956. La chiesa serve ancora quest'area.[11]
- Landford Manor. Casa di campagna risalente al XVII secolo considerato monumento classificato di seconda categoria.

## Geografia antropica

### Urbanistica
La parrocchia civile Landford comprende, oltre al villaggio omonimo anche quello di Nomansland e le frazioni di Hamptworth e Landfordwood.

## Economia
A Landford, in epoca medievale non sembra esserci mai stato un luogo di ritrovo pubblico ma probabilmente ci fu una birreria. È molto probabile che questa fosse abusiva, dato che questo costume era piuttosto comune nelle zone boschive o nelle loro vicinanze. Durante il XVIII secolo vi si diffuse da Downton l'industria artigianale del merletto. Questa forniva un reddito extra alle famiglie quando mogli e figlie realizzavano merletti in casa. L'industria continuò per tutto il XIX secolo e fino all'inizio del XX secolo. Due strade che si incontrano nella parrocchia furono trasformate in caselli autostradali nel XVIII secolo, e questo deve aver aumentato il traffico tra Salisbury e Southampton attraverso questo tranquillo angolo del Wiltshire, e quindi anche i traffici commerciali. Senza una locanda è tuttavia improbabile che le carrozze commerciali si fermassero, se non per un favore speciale. Il mulino di Landford è ancora in funzione sul fiume Blackwater. Le colture principali ora erano grano, orzo e rape e anche il bestiame era allevato in un'economia agricola mista. L'area a sud della parrocchia era ancora libera e rimase tale fino alla metà del XIX secolo. Negli anni venti del XX secolo questa era ancora una parrocchia prevalentemente agricola e nel 1927 le colture principali erano grano, orzo e rape.